# 東京メグレ警視シリーズ
『東京メグレ警視シリーズ』（とうきょうメグレけいしシリーズ）は、朝日放送（ABCテレビ）とテレパックの制作により、テレビ朝日系列で放送されたサスペンスドラマ。テレビ朝日のフルネット局が共同制作するドラマの第5作でもある。1978年4月14日 - 9月29日の半年間、金曜夜9時からの1時間枠（初回は2時間の拡大版(21:00 - 22:54)）で放送された。全25回。

## 概要
ジョルジュ・シムノンの『メグレシリーズ』を原作としており、推理ドラマ的要素のある刑事ドラマである。ただしドラマの設定は、日本国内である。

## 出演者
- 愛川欽也

- 佐藤友美
  - 番組挿入歌「時のながれるままに」を歌っていた。番組中でも、ピアノを弾きながら歌うシーンがあった。

- 小坂一也
- 竜崎勝
- 名高達郎
- 花紀京

- 金子信雄

- 草薙幸二郎
- 常田富士男
- 織本順吉

- 市原悦子

- 中村敦夫

### サブタイトル
| 話数   | サブタイトル               | ゲスト出演者                       |
| ------ | -------------------------- | ---------------------------------- |
| 第1話  | 「警視と政府高官」         | 山村聡、岡田英次、高橋悦史、前川清 |
| 第2話  | 「警視間違う」             | 風吹ジュン                         |
| 第3話  | 「警視と妻を寝取られた男」 | 川谷拓三                           |
| 第4話  | 「警視と殺人者たち」       | 入川保則                           |
| 第5話  | 「警視とガールフレンド」   | 栗田ひろみ                         |
| 第6話  | 「警視とモンマルトルの女」 | 緑魔子                             |
| 第7話  | 「警視と打ち明け話」       | 平泉征                             |
| 第8話  | 「警視と口の固い証人たち」 | 范文雀                             |
| 第9話  | 「警視とベンチの男」       | 滝田裕介、紀比呂子、鈴木正幸       |
| 第10話 | 「警視と首無し死体」       | 風間杜夫、村松英子                 |
| 第11話 | 「警視と財布を掏った男」   | 佐藤オリエ                         |
| 第12話 | 「警視と火曜の朝の訪問者」 | 柳生博、加茂さくら                 |
| 第13話 | 「警視夫人のいない夜」     | 茅島成美、木村元                   |
| 第14話 | 「警視と殺された容疑者」   | 河原崎長一郎、佐藤蛾次郎、応蘭芳   |
| 第15話 | 「警視と南十字星」         | 小川眞由美                         |
| 第16話 | 「警視とひとりぼっちの男」 | 米倉斉加年、島かおり               |
| 第17話 | 「警視と公園の女」         | 赤座美代子、新田昌玄               |
| 第18話 | 「警視と消えた死体」       | 藤間紫、清水章吾                   |
| 第19話 | 「警視と幽霊」             | 武原英子                           |
| 第20話 | 「警視と録音マニア」       | 山内明、友加代子                   |
| 第21話 | 「警視と真夏の夜の夢」     | 吉田次昭、宝生あやこ               |
| 第22話 | 「警視と老夫婦の謎」       | 村田知栄子、ロミ・山田             |
| 第23話 | 「警視と善良な人々」       | 中尾彬、本阿弥周子、諏訪アイ       |
| 第24話 | 「警視と殺人予告」         | 東てる美                           |
| 第25話 | 「警視と最後の事件」       | 長門裕之、初井言榮                 |

## スタッフ
- プロデューサー：山内久司（ABC）、中山和記（テレパック）
- 脚本：早坂暁、私鬼一政、斎藤憐、安倍徹郎、小川英、安斉あゆ子、長谷川公之、服部佳、砂田量爾、横光晃、石森史郎
- 美術：橋本潔
- 演出：井上昭、小野田嘉幹、橋本信也、福本義人、藤田明二
- 共同制作：朝日放送、テレビ朝日、北海道テレビ、東日本放送、名古屋テレビ、瀬戸内海放送（当時は香川県の県域局）、広島ホームテレビ、九州朝日放送、テレパック
- 音楽：宇崎竜童